# Tabor City
Tabor City és una població dels Estats Units a l'estat de Carolina del Nord. Segons el cens del 2000 tenia 2.509 habitants.

## Demografia
Segons el cens del 2000, Tabor City tenia 2.509 habitants, 1.020 habitatges i 637 famílies. La densitat de població era de 329,5 habitants per km².
Dels 1.020 habitatges en un 27,8% hi vivien nens de menys de 18 anys, en un 42,2% hi vivien parelles casades, en un 17,1% dones solteres, i en un 37,5% no eren unitats familiars. En el 34% dels habitatges hi vivien persones soles el 16,1% de les quals corresponia a persones de 65 anys o més que vivien soles. El nombre mitjà de persones vivint en cada habitatge era de 2,37 i el nombre mitjà de persones que vivien en cada família era de 3,05.
Per edats la població es repartia de la següent manera: un 25,5% tenia menys de 18 anys, un 8,3% entre 18 i 24, un 23,9% entre 25 i 44, un 23,7% de 45 a 60 i un 18,6% 65 anys o més.
L'edat mediana era de 39 anys. Per cada 100 dones de 18 o més anys hi havia 76,8 homes.
La renda mediana per habitatge era de 22.551 $ i la renda mediana per família de 30.720 $. Els homes tenien una renda mediana de 26.577 $ mentre que les dones 18.750 $. La renda per capita de la població era de 13.280 $. Entorn del 15,9% de les famílies i el 26% de la població estaven per davall del llindar de pobresa.

## Poblacions més properes
El següent diagrama mostra les poblacions més properes.